# Colección inmortales (álbum de Jorge González)
Es el primer disco recopilatorio de Jorge González con lo mejor de su repertorio solista hasta esa fecha. Se destacan canciones como "Fe", "Mi casa en el árbol", "Esta es para hacerte feliz", "El niño y el papá", entre otras. El disco fue lanzado por la compañía EMI en el año 2004.

## Lista de canciones
| Colección Inmortales |                                                 |          |  |
| N.º                  | Título                                          | Duración |  |
| 1.                   | «Mi casa en el árbol» (Jorge González)          | 4:17     |  |
| 2.                   | «Piedad» (Jorge González)                       | 4:31     |  |
| 3.                   | «Volar» (Jorge González)                        | 4:29     |  |
| 4.                   | «Esta es para hacerte feliz» (Jorge González)   | 4:34     |  |
| 5.                   | «Mamá» (Jorge González)                         | 3:53     |  |
| 6.                   | «Esas Mañanas» (Jorge González)                 | 2:58     |  |
| 7.                   | «Hombre» (Jorge González)                       | 4:47     |  |
| 8.                   | «Fe» (Jorge González)                           | 4:27     |  |
| 9.                   | «Velocidad» (Jorge González)                    | 3:56     |  |
| 10.                  | «Más palabras» (Jorge González)                 | 5:51     |  |
| 11.                  | «Guitarras viajeras» (Jorge González)           | 3:22     |  |
| 12.                  | «El niño y el papá» (El futuro se fue)          | 4:42     |  |
| 13.                  | «Quien canta su mal espanta» (El futuro se fue) | 2:20     |  |
| 14.                  | «Mapuche o español» (El futuro se fue)          | 4:17     |  |

- Datos: Q56377538